# Valio
Valio (Valio Ltd., «Ва́лио») — финская молочно-промышленная компания, производитель сыров, молока, молочно-кислой продукции. Штаб-квартира — в Хельсинки, генеральный директор — Анникка Хурме (с 6 октября 2014 года; сменила Пекку Лааксонена, занимавшего этот пост с 2007 года).

## История
Основана в 1905 году как сообщество из 17 сельхозкооперативов для экспорта масла из Финляндии; название выбрано от фин. valio («отборный», «элитный»). Уже в следующем году начались поставки масла в Англию, а несколько позже — в Бельгию и США. В 1916 году компанией освоено производство сыра.
В 1994 году открыты подразделения в Швеции, Прибалтике, США и России, а также в Швейцарии, Бельгии и на Среднем Востоке.
В 2012—2014 годах Агентство свободной конкуренции и защиты прав потребителей (KKV) предприняло расследование ценовой политики Valio после жалобы, поданной конкурентом — шведской компанией Arla. В декабре 2012 года KKV приняло решение, согласно которому Valio злоупотребляла своей лидирующей позицией на рынке, продавая молоко в убыток себе в 2010—2012 годах с целью выжить с рынка шведского конкурента; суд наложил на Valio штраф в размере 70 млн евро.

## Деятельность
Производит широкий ассортимент молочной продукции — сыры, масло, молоко, йогурты, соки и ингредиенты для пищевой промышленности. Компании принадлежат 12 заводов в Финляндии (Вантаа, Йоэнсуу, Лапинлахти, Оулу, Рийхимяки, Сейняйоки, Суоненйоки, Туренки, Хаапавеси, Хельсинки, Ювяскюля, Яянекоски), два — в Эстонии (Лаева и Выру) и один — в России. На локальном рынке в Финляндии Valio, по собственным данным, перерабатывает 86 % молока, производимого в стране.

Старый логотип фирмы Valio

Оборот в 2006 году составил 1,6 млрд евро, прибыль — 6 млн евро, оборот 2010 года — 1,8 млрд евро, в 2015 году оборот составил 1,7 млрд евро, что на 12 % ниже уровня предыдущего года.

### Valio в России
Первые поставки Valio в СССР — плавленый сыр «Виола», первоначально, в 1950-е годы, сыр поставлялся в пластмассовых коробках с бумажными обложками.
В период проведения Олимпиады-80 в Москве продавался импортированный брикетированный сыр Koskenlaskija — самой «старой» марки сыра от Valio (производится с 1933 года до сих пор).
В 1994 году открыто представительство в Санкт-Петербурге. Основные бренды в России — сыры Viola и Oltermanni, масло «Валио».

Художественный маркированный конверт с рекламой Valio, выпущенный Почтой России в 2006 году

В 2006 году фирмой построен собственный завод в Ершове Одинцовском районе Московской области, по данным 2015 года, его мощность составила 10 тыс. тонн[уточнить], суммарные инвестиции — 63 млн евро. В 2017 году в связи с установкой дополнительного оборудования производственная мощность площадки выросла в полтора раза и составила 15 тыс. тонн продукции в год.
Годовой объём продаж в России в 2010 году в денежном эквиваленте составил более 11,8 млрд рублей, что на 36 % выше, чем в 2009 году.
В августе 2014 года компания остановила производственные линии в Финляндии, ориентированные на российский рынок, в связи с введением Россией ответных санкций против стран ЕС, при этом почти 90 % продаж финской компании в России составлял импорт из Финляндии. Вскоре после этого, в дополнение к контрактному производству «Галактика» в Ленинградской области, были привлечены новые контрактные производители — Великолукский молочный комбинат (сыры), завод немецкой компании Ehrmann в Московской области (йогурты и творог), завод «Кохмайстер» (масло «Виола»), также расширено производство плавленого сыра «Виола» на собственном заводе в Подмосковье. По итогам 2015 года объём выпуска продукции локального производства вырос на 30 % в сравнении с предыдущим периодом. В 2017 году под брендом Valio на российском рынке представлено 120 наименований продуктов.
Выручка российского подразделения за 2020 год составляла 85 млн € — около 5 % от оборота концерна.
7 марта 2022 года компания объявила об уходе с российского рынка; генеральный директор Анникка Хурме заявила, что производящая молочную продукцию компания «с этической точки зрения не может продолжать свою деятельность в России». В апреле 2022 года российское подразделение, включая сырзавод в Ершове и права на бренд «Виола», проданы мясопромышленной компании «Велком», сумма сделки не раскрывалась; в начале октября 2022 года новые владельцы сменили наименование юридического лица на ООО «Виола».